# Astigmatismus (Medizin)

Topographisches Bild einer Hornhaut mit regulärem Astigmatismus „nach der Regel“: Die stärkste Krümmung liegt bei ca. 90° (Bild unten re., rote Linie), die schwächste bei ca. 0° (Bild unten re., blaue Linie).

Astigmatismus (von griechisch ἀ- a = nicht, στίγμα stígma = Punkt, also die Punktlosigkeit), auch Stabsichtigkeit  oder Hornhautverkrümmung genannt, bezeichnet in der augenheilkundlichen Optik einen besonderen Brechungsfehler des Auges. Bei dieser Refraktionsanomalie werden die von einem betrachteten Objekt ausgehenden Lichtstrahlen nicht in einem Punkt auf der Netzhautebene gebündelt, sondern in einer Brennlinie abgebildet, was zu der Bezeichnung Stabsichtigkeit geführt hat. Ein Lichtstrahl, der parallel zur optischen Achse in den Augapfel einfällt, wird in Abhängigkeit von seiner mit der optischen Achse gebildeten Einfallsebene unterschiedlich stark gebrochen. Im Gegensatz dazu beschreibt der Begriff sphärisch eine optische Anordnung, deren Brechkraft von der Einfallsebene des Lichtstrahls unabhängig ist (siehe auch: Abbildungsfehler/Astigmatismus).
Beim Astigmatismus lassen sich in der Regel eine Einfallsebene mit maximaler und eine mit minimaler Brechkraft ermitteln. Hierbei führt eine stärkere Krümmung der Hornhautoberfläche (geringerer Hornhautradius) zu einer stärkeren Brechkraft und eine geringere Krümmung (höherer Hornhautradius) zu einer geringeren Brechkraft. Die Differenz zwischen diesen beiden sogenannten Hauptschnitten wird als Stärke des Astigmatismus bezeichnet. Die Stärke lässt sich entweder als Differenz der Hornhautradien oder als Differenz der Brechkraft beschreiben. Den Winkel der Einfallsebene zur Horizontalebene nennt man Achse. Bei der Refraktionsbestimmung und auf einem Brillenrezept wird das Ausmaß (Brechwert) eines Astigmatismus in Dioptrien (Dpt.) angegeben, die Art der Korrektur in Zylinder (Cyl.) und seine Position mittels seiner Achslage (Achse). Eine Radiendifferenz von 0,1 mm entspricht näherungsweise einer Brechkraftdifferenz von 0,5 Dpt.
Beim menschlichen Auge gilt ein Astigmatismus bis zu 0,5 Dioptrien als normal und stellt lediglich die physiologische Abweichung von einer Idealform (Kreis) dar. Er kann angeboren sein oder sich erst mit der Zeit entwickeln, unterliegt aber im Gegensatz zu axialen Brechungsfehlern wie Kurz- oder Weitsichtigkeit weniger wachstumsbedingten Veränderungen.

## Ursachen

### Genetik
Das Auftreten des Astigmatismus wird in Stärke und Ausprägung in verschiedenen ethnischen Gruppen als moderat bis stark penetrant beschrieben.  In Familien mit hochgradigem Astigmatismus (z. B. Asiaten) wurde eine Vererbungsdynamik nach der Mendel-Regel nachgewiesen. Betroffenen Familien wird empfohlen, frühzeitig z. B. bereits im 6. Lebensmonat bei ihren Kindern eine Brechkraftbestimmung mittels Skiaskopie oder Laserdiagnostik unter weitgestellter Pupille (Cycloplegie) durchzuführen, um durch frühzeitige Brillenkorrektur eine kindliche Amblyopie/Schwachsichtigkeit (ex ametropie oder ex anisometropie) zu vermeiden.

### Wirkungsmechanismus
Verschiedene brechende Medien des Augapfels können an der Entstehung des Astigmatismus beteiligt sein. Meist ist dies die Hornhaut, die nicht exakt kreisförmig, sondern auf Grund einer nicht rotationssymmetrischen Krümmung torisch geformt ist, wodurch zwei rechtwinklig zueinander stehende Meridiane mit unterschiedlicher Brechkraft entstehen. Daher rührt die umgangssprachliche Bezeichnung „Hornhautverkrümmung“.
Darüber hinaus gibt es den selteneren Linsen⁠astigmatismus. Er kann entweder durch eine Oberfläche ausgelöst werden, die nicht rein sphärisch ist, oder akkommodativ bedingt sein durch eine unterschiedliche Kontraktion des Ziliarmuskels. Gibt es Differenzen der optischen Dichte innerhalb der Linsenschichten, kann es zu einem refraktiven Linsenastigmatismus kommen. Zudem kennt man einen seltenen Astigmatismus des Augenhintergrunds, etwa bei hoher Myopie. Der Gesamtastigmatismus eines Auges setzt sich aus den zuvor genannten Einzelastigmatismen zusammen. Den größten Einfluss auf den Gesamtastigmatismus hat auf Grund des hohen Brechzahlunterschiedes die Hornhaut.
Hornhauterkrankungen, wie der Keratokonus und der Keratoglobus, führen häufig zu starken und irregulären Astigmatismen und darüber hinaus auch zu anderen Abbildungsfehlern. Verschiedene ophthalmo-chirurgische Eingriffe wie Glaukom-, Katarakt- und Schieloperationen können ebenfalls zu einem Astigmatismus führen. Auch kann ein Astigmatismus erblich bedingt sein.

## Formen
Liegt eine Brennlinie des Astigmatismus in der Netzhautebene, während sich die andere dahinter befindet, spricht man von einem Astigmatismus hyperopicus simplex, liegt sie davor  von einem Astigmatismus myopicus simplex. Befindet sich eine Brennlinie vor, die andere hinter der Netzhautebene, handelt es sich um einen Astigmatismus mixtus. Findet sich neben dem Astigmatismus noch eine Weit- oder Kurzsichtigkeit, nennt man diesen Zustand Astigmatismus compositus.
Man unterscheidet den regulären Astigmatismus, bei dem die maximal und minimal brechenden Ebenen senkrecht aufeinander stehen vom irregulären Astigmatismus, bei dem diese beiden Ebenen einen von 90° abweichenden Winkel zueinander haben.

### Reguläre Astigmatismen
- Astigmatismus nach der Regel (A. rectus): die Ebene mit maximaler Brechkraft hat die Achse 90° (±15°), der Minus-Zylinder einer Brille würde bei 180° (±15°) liegen; die verbreitetste Form des Astigmatismus
- Astigmatismus gegen die Regel (A. inversus): die Ebene mit maximaler Brechkraft hat die Achse 0° (±15°), der Minus-Zylinder einer Brille würde bei 90° (±15°) liegen
- Schräger Astigmatismus (A. obliquus): alle anderen regulären Astigmatismen

### Irregulärer Astigmatismus
- Die beiden optischen Ebenen stehen auf Grund einer unregelmäßigen Krümmung der Hornhaut nicht senkrecht aufeinander.

## Astigmatische Abbildung

Schema Astigmatismus inversus (Astigmatismus gegen die Regel): Die Brechkraft dieser zylindrisch deformierten Linse ist in der horizontalen Ebene stärker als in der vertikalen Ebene

Ein astigmatisch abbildender dioptrischer Apparat des Auges erzeugt ein unscharfes Bild der Umwelt auf der Netzhaut. Während bei der sphärischen Abbildung einer punktförmigen Lichtquelle ein Brennpunkt erzeugt wird, entstehen dagegen bei der astigmatischen Abbildung zwei Brennlinien. Die eine findet sich im Brennpunktabstand des Hauptschnitts mit der maximalen Brechkraft (siehe Skizze T1), die andere im Brennpunktabstand des Hauptschnitts mit der minimalen Brechkraft (S1). Die Achsen dieser beiden Brennlinien liegen in der Regel jeweils senkrecht zueinander. Zwischen den beiden Brennlinien (T1 und S1) gibt es einen Bereich, in dem ein Punkt als unscharfer Kreis abgebildet wird (siehe auch: Astigmatismus). Er ist umso kleiner, je näher die beiden Brennlinien beieinander liegen und je geringer damit das Ausmaß des Astigmatismus ist. Man nennt diesen Bereich auch Kreis kleinster Verwirrung. Die astigmatische Abbildung kann mittels eines sogenannten Sturmschen Konoids skizziert werden.
Eine Sehschärfenminderung tritt insbesondere dann ein, wenn die Achslage des Zylinders nicht exakt senkrecht (90°) oder waagerecht (0°) liegt, sondern in einer schrägen Ebene.

## Diagnostik

Astigmatismus-Sonnenrad mit 36 gleichartigen Strahlen im Abstand von jeweils 10 Grad.

Nachgewiesen und 1800 beschrieben hatte den Astigmatismus der englische Ophthalmologe und Physiker Thomas Young. Die Ermittlung eines Astigmatismus erfolgt mittels objektiver Refraktion. Eine genaue Vermessung der Hornhautkrümmung und -topografie kann zudem mit einem Ophthalmometer oder Keratograf geschehen. Die auf diese Weise ermittelten Werte sind Grundlage für die sogenannte subjektive Refraktionsbestimmung. Hinsichtlich der Bestimmung eines Astigmatismus sind dafür zwei Schritte erforderlich: der Stärkenabgleich und der Achsabgleich des Zylinders. Für beide wird, gegebenenfalls unter Anwendung eines speziellen Untersuchungsverfahrens, der Zylindernebelmethode, ein sogenannter Kreuzzylinder zu Hilfe genommen, mit dem das Ausmaß eines Astigmatismus und dessen Lage genau ermittelt werden kann. Ein Kreuzzylinderabgleich kann auch an einem Phoropter erfolgen.
Mit Hilfe einer geeigneten Grafik, wie zum Beispiel einem Astigmatismus-Sonnenrad (siehe Bild rechts) oder einer Strahlenfigur nach Snellen, die beim Zylinderfeinabgleich Verwendung findet, kann man sich selber einen groben Eindruck über den eigenen Astigmatismus machen. Dazu betrachtet man die gleichmäßig geformte Grafik mit einem Auge senkrecht zur Bildfläche in verschiedenen Abständen, in denen man das Bild scharf sehen kann, und beurteilt subjektiv, ob alle Strahlen gleichmäßige Strichstärken und Abstände haben. Beim Vorliegen eines Astigmatismus werden die in der entsprechenden Richtung gegenüberliegenden Strahlen anders aussehen als die Strahlenpaare senkrecht dazu. Wenn das Bild oder der Kopf um die Blickachse gedreht wird, bleibt diese Richtung in Bezug auf das Auge erhalten und dreht sich nicht mit dem Bild mit.

## Krankheitswert

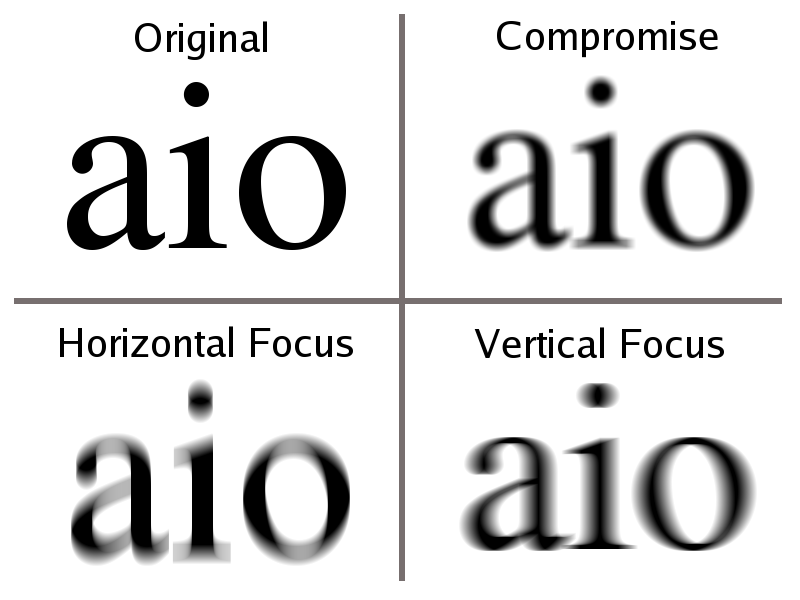
Unscharfe Abbildung durch Astigmatismus

Ein Astigmatismus stellt einen Brechungsfehler des Auges dar und gilt in der Regel nicht als krankhaft. Er entwickelt jedoch dann einen gewissen Krankheitswert, wenn er eine stärkere Ausprägung besitzt, die auch in korrigiertem Zustand keine ausreichende Sehschärfe ermöglicht, er zu asthenopischen Beschwerden führt, oder wenn seine Ursachen pathologischer Natur sind (Linsentrübungen, Keratokonus, Hornhautnarben etc.), und es sich deshalb um eine irreguläre Ausprägung handelt. Ein angeborener, höhergradiger Astigmatismus kann in frühem Kindesalter eine irreversible, funktionale Sehschwäche (Amblyopie) oder durch ein gestörtes beidäugiges Sehen ein Schielen verursachen, wenn dies nicht frühzeitig behandelt wird.
Eine wissenschaftliche Studie zeigte eine mit rund 85 % deutlich höhere Prävalenz von Astigmatismus > 1,25 dpt bei Personen mit einem kongenitalen Nystagmus als bei Normalpersonen.

## Möglichkeiten der Korrektur
Reguläre Astigmatismen können bis zu einer gewissen Stärke mit sogenannten zylindrischen Brillengläsern ausgeglichen werden, die eine astigmatische Wirkung besitzen und anfänglich nicht selten mit einer gewissen Gewöhnungsbedürftigkeit einhergehen. Da die Korrektur aus einer Kombination von sphärischem und torischem Glas besteht, nennt man diese auch sphäro-torisches Brillenglas. Es besitzt zwei senkrecht zueinander liegende Hauptschnitte, wobei das arithmetische Mittel deren Refraktion als sphärisches Äquivalent bezeichnet wird. Es wird nach der Formel ermittelt:
Diese Kombination gestattet es zudem, den Wert eines Zylinders mit Hilfe einer Umrechnungsformel sowohl positiv als auch negativ darzustellen. Hierbei ändert sich an der refraktiven Wirkung jedoch nichts. Folgende Brillenwerte haben beispielsweise eine identische Wirkung: +1,00 −0,50/0° und +0,50 +0,50/90°. Die Lesart für diese beiden Werte lautet:
- +1,0 Sphäre kombiniert mit −0,5 Zylinder in Achse 0 Grad bzw.
- +0,5 Sphäre kombiniert mit +0,5 Zylinder in Achse 90 Grad.[12]

Einfache sphärische formstabile Kontaktlinsen eignen sich bis zu einem gewissen Grad zur Korrektur sowohl regulärer als auch irregulärer Hornhautastigmatismen, weil zwischen ihnen und der Hornhautoberfläche ein torisch geformter Tränenfilm entsteht, der den Astigmatismus ausgleicht. Ein Ausgleich kann auch mit formstabilen oder weichen torischen Kontaktlinsen erreicht werden, die durch eine asymmetrische Gewichtsverteilung ihre Ausrichtung auf der Hornhaut beibehalten. Schließlich können auch Verfahren der refraktiven Chirurgie eine Möglichkeit zur Korrektur aller Astigmatismusformen darstellen.
Es gibt seltene Fälle, bei denen eine optische Korrektur des Astigmatismus weder durch sphäro-torische Brillengläser, noch durch torische Kontaktlinsen oder eine Operation zufriedenstellend erreichbar ist oder zu erheblichen Nebenwirkungen führt. In solchen Fällen kann sich eine Korrektur mit dem Wert des sphärischen Äquivalents durch entsprechende Brillengläser oder Kontaktlinsen anbieten, die zwar den Astigmatismus selbst nicht berücksichtigt, jedoch optisch gesehen häufig den besten Kompromiss darstellt.
Krankenkassen der gesetzlichen Krankenversicherung in Deutschland müssen die Kosten für entsprechende Korrekturen nur in eng gefassten Ausnahmefällen übernehmen. Besteht ein genereller Anspruch auf eine Versorgung mit Sehhilfen, so werden die Kosten auch für Kontaktlinsen bei folgenden medizinisch angezeigten Ausnahmen übernommen:
- bei einem irregulären Astigmatismus, wenn mit Kontaktlinsen eine um mindestens 20 Prozent verbesserte Sehstärke gegenüber Brillengläsern erreicht wird
- bei einem Astigmatismus rectus/inversus ab 3,00 dpt.
- bei einem Astigmatismus obliquus ab 2,00 dpt.

Die Kosten für refraktive Eingriffe dürfen von den gesetzlichen Krankenkassen mit sehr wenigen Ausnahmen nicht übernommen werden.
Es wird seit den frühen 1920er Jahren bis in die heutige Zeit hin und wieder propagiert, dass verschiedene Formen von Augentraining oder Entspannungsübungen einen positiven Einfluss auf das objektive Ausmaß eines Astigmatismus haben könnten und diesen in manchen Fällen sogar vollständig beseitigen würden. Solche Aussagen sind jedoch bis heute nicht durch einen wissenschaftlichen Nachweis der Wirksamkeit solcher Verfahren untermauert oder gar belegt worden. Seriöse Arbeiten zu diesem Thema liegen auch nach Jahrzehnten nicht vor. Solcherlei Praktiken werden deshalb hinsichtlich ihrer vermeintlichen Wirkung von der evidenzbasierten Medizin abgelehnt.
Kompensationsmechanismen
Manche Personen mit einem Astigmatismus kneifen die Augen zusammen und erreichen so eine bessere Sehschärfe. Sie machen sich das Prinzip der stenopäischen Lücke zunutze, indem sie sich eine Art Lochblende schaffen, welche störende Randstrahlen und periphere Abbildungsfehler eliminiert und so zu einer höheren Schärfentiefe beiträgt. In der Regel führt dies jedoch zu unterschiedlichen Beschwerden (Asthenopie) und stellt keinen dauerhaften Ersatz für eine optische Korrektur dar.

## Etymologie
Astigmatismus leitet sich vom altgriechischen Wort στίγμα stígma „Punkt“, „Brandmal“ ab, dem ein die Bedeutung umkehrendes Alpha privativum vorangesetzt ist, das im Deutschen dem Präfix „un-“ bzw. dem Suffix „-los“ entspricht. Wörtlich bedeutet Astigmatismus also Punktlosigkeit bzw. Brennpunktlosigkeit, bei der es keine punktförmige Abbildung gibt.